# Francesco Massarelli
Francesco Massarelli (Firenze, 28 novembre 1923 – Trento, 27 settembre 1977) è stato un militare italiano, ucciso durante una rapina.

## Biografia
Maresciallo del Corpo delle guardie di pubblica sicurezza, il 27 settembre 1977 intervenne durante una rapina alla filiale della Banca Nazionale del Lavoro di Via San Pietro a Trento. I rapinatori avevano preso degli ostaggi, e per non metterli in pericolo Massarelli abbassò il mitra gridando «Non sparate, lasciate andare gli ostaggi e noi non spariamo», venendo però colpito mortalmente alla testa. A sparare fu Daniele Lattanzio, che fu arrestato alcune settimane dopo a Perugia e condannato all'ergastolo per quello e altri reati. Massarelli lasciò la moglie e una figlia.

## Riconoscimenti

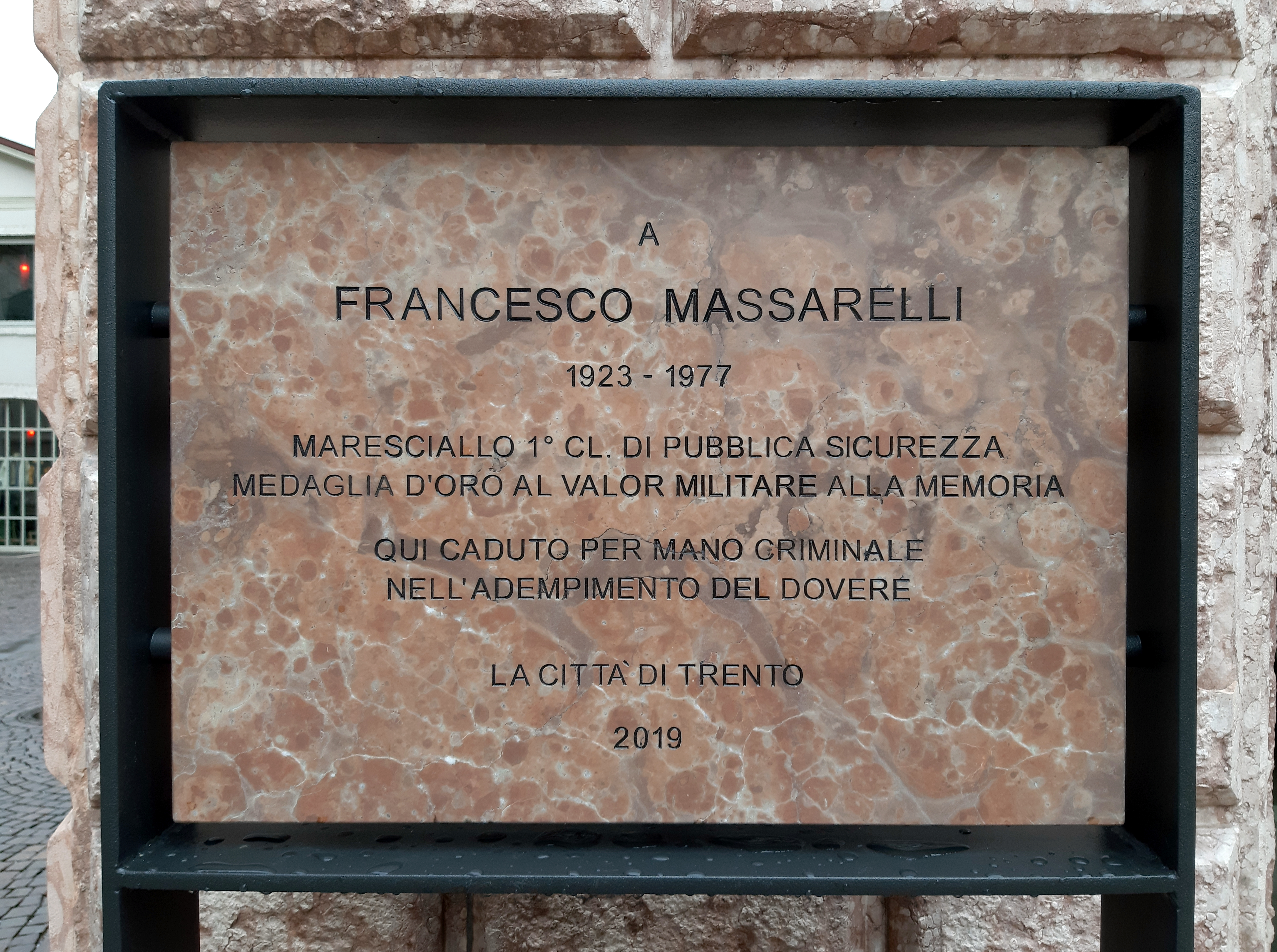
Targa dedicata a Francesco Massarelli in Via San Pietro a Trento.

Nel 1978 gli fu concessa la medaglia d'oro al valor militare. Gli sono state intitolate la Caserma della Polizia di Stato di Gorizia e la sezione di Trento dell'Associazione nazionale della Polizia di Stato. Nel 2019 sul luogo della morte è stata scoperta una targa in sua memoria.